# Monoblepharidales
Die Monoblepharidales sind eine Ordnung von Pilzen. 

## Merkmale
Die Arten bilden fädige, manchmal verzweigte Thalli. Die ungeschlechtliche Vermehrung erfolgt durch Zoosporen oder Autosporen. Die Zoosporen sind begeißelt und besitzen ein Kinetosom, das parallel zu einer Zentriole angeordnet ist, sowie eine gestreifte Scheibe um das Kinetosom, Mikrotubuli, die nach vorne von dieser Scheibe ausgehen. Ferner besitzen sie ein Aggregat von Ribosomen und ein Rumposom (Zisterne), das an einen Microbody anliegt.
Die geschlechtliche Vermehrung erfolgt durch Oogamie. Eingeißelige Antherozoiden werden in Antheridien gebildet, unbegeißelte weibliche Gameten in Oogonien.

## Systematik
Die Klasse wurde bereits 1909 von J. H. Schaffner erstbeschrieben, als Klasse, aber mit dem Namen Monoblepharideae. Dies wurde gemäß dem ICBN ohne Änderung des Autors oder des Publikationsdatums korrigiert.
Einige Gattungen sind: 
- Monoblepharis
- Harpochytrium
- Oedogoniomyces